# Милошевичи (Белоруссия)
Милошевичи (бел. Мілашавічы) — агрогородок в Лельчицком районе Гомельской области Беларуси. Административный центр Милошевичского сельсовета.

## География

### Расположение
В 35 км на юго-восток от Лельчиц, 250 км от Гомеля, 73 км от железнодорожной станции Мозырь (на линии Калинковичи — Овруч).

### Гидрография
Через деревню проходит мелиоративный канал, на юге и востоке река Уборть (приток реки Припять), на западе сеть мелиоративных каналов, соединённых с рекой Уборть.

## Транспортная сеть
На автодороге Глушковичи — Лельчицы. Планировка представляет почти прямолинейную улицу, ориентированную с юго-запада на северо-восток, к которой с северо-запада присоединяются 2 короткие улицы и переулки. В населённом пункте 12 улиц (Пролетарская, Советская, Колхозная, Якуба Колоса, Первомайская, Ольховая, Котовского Г. И., Набережная, Почтовая, Великогородская, Молодёжная, пер. Первомайский). Протяжённость центральной улицы составляет 3826 м.
Застроена двусторонне, преимущественно деревянными домами усадебного типа.

## История
Курганный могильник (20 насыпей), находящийся в 1 км на восток от деревни, в урочище Сельская Нивка, а также стоянка каменного и бронзового веков (в 0,5 км на юго-запад от деревни), поселения эпох Киевской Руси (в 0,3 км на юго-запад от деревни, на песчаной дюне) и зарубинецкой культуры (в 0,7 км на юго-запад от деревни) свидетельствуют о деятельности человека в этих местах с давних времён. Согласно письменным источникам известна с XVI века как деревня в Мозырском повете Минского воеводства Великого княжества Литовского, во владении православной церкви, затем иезуитов, казны и генерал-майор графа Соллогуба.
После 2-го раздела Речи Посполитой (1793 год) в составе Российской империи. В 1795 году действовала Успенская церковь (в ней хранились метрические книги с 1798 года). В 1814 году на средства владельца деревни М. Булгака вместо обветшавшей построена новая деревянная на кирпичном фундаменте церковь. В 1876 году хозяин поместья Булгак-Флор владел 14 113 десятинами земли и водяной мельницей. Согласно переписи 1897 года действовали церковь, часовня, хлебозапасный магазин. В 1908 году в Тонежской волости Мозырского уезда Минской губернии. В 1916 году работали почтовое отделение и телеграф.
С 20 августа 1924 года центр Милошевичского сельсовета Лельчицкого, с 25 декабря 1962 года Мозырского, с 6 января 1965 года Лельчицкого районов Мозырского (до 26 июля 1930 года и с 21 июня 1935 года по 20 февраля 1938 года) округа, с 20 февраля 1938 года Полесской, с 8 января 1954 года Гомельской областей.
В 1929 году организован колхоз «Красный дозор», работали кузница и паровая мельница.
Во время Великой Отечественной войны, 22 декабря 1942 года в н.п. Милошевичи прибыл немецкий отряд СС под командованием немецкого генерала. Окружив деревню, подожгли её с двух сторон. Части населения удалось скрыться. Однако немецкие изверги поймали 55 человек, которых согнали на площадь в сарай, поставили на колени и по ним был открыт автоматный огонь, а впоследствии сожгли вместе с сараем. Деревня Милошевичи в годы ВОВ была полностью сожжена. Убито 127 жителей. В 1956 году на могиле жертв фашизма был установлен памятник. В данном населённом пункте расположены ещё 2 памятника, это братская могила партизан, возле церкви (похоронены 2 разведчика соединения С. А. Ковпака: Низов И. В., старший лейтенант, погиб 08.1942 г. и Коняков Григорий, партизан, погиб 08.1942 г.), а также памятник 110 землякам, которые погибли на фронтах и в партизанской борьбе во время ВОВ (расположен в центре деревни).
Согласно переписи 1959 года центр колхоза «Красный дозор». Расположены сельский Совет, лесничество, лесхоз, средняя школа, детский сад, дом культуры, библиотека, амбулатория, аптека, отделение связи, несколько магазинов.
В 1995 году построена новая деревянная Свято-Успенская церковь.
Является административным центром объединённых колхозов КСУП «Боровое» и КСУП «Чырвоныдазор» (реорганизация проведена 14.07.2008).
Решением Лельчицкого районного Совета депутатов деревня Милошевичи Милошевичского сельсовета преобразована в агорогородок Милошевичи (решение от 26.03.2009 № 18-9 «О преобразовании некоторых сельских населённых пунктов в агрогородки»).
На основании решения Лельчицкого районного исполнительного комитета от 29.12.2012 № 1032 «О создании открытого акционерного общества „Звезда Полесья“», коммунальное сельскохозяйственное унитарное предприятие «Чырвоны дозор» преобразовано в ОАО «Звезда Полесья».

## Население

### Численность
- 2004 год — 468 хозяйств, 1172 жителя.

### Динамика
- 1795 год — 45 дворов.
- 1816 год — 220 жителей.
- 1885 год — 52 двора, 338 жителей.
- 1897 год — 92 двора, 594 жителя (согласно переписи).
- 1908 год — 149 дворов 943 жителя.
- 1917 год — в селе и 4 фольварках 1049 жителей.
- 1925 год — 204 двора.
- 1940 год — 300 дворов, 1250 жителей.
- 1959 год — 1543 жителя (согласно переписи).
- 2004 год — 468 хозяйств, 1172 жителя.
- 2017 год — 349 хозяйств, 907 жителей